# Pstrążna (Kudowa-Zdrój)

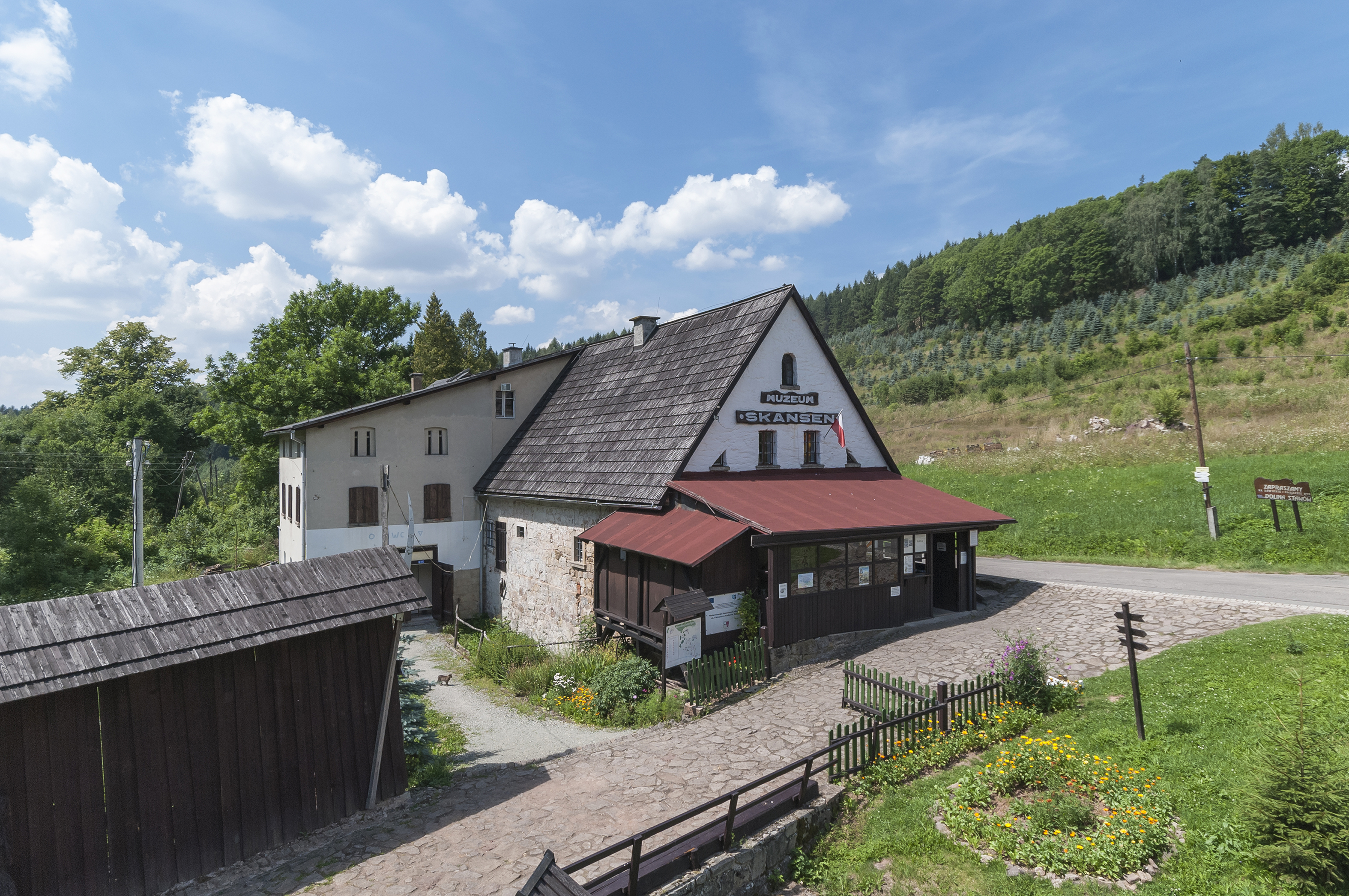
Muzeum-Skansen Kultury Ludowej Pogórza Sudeckiego

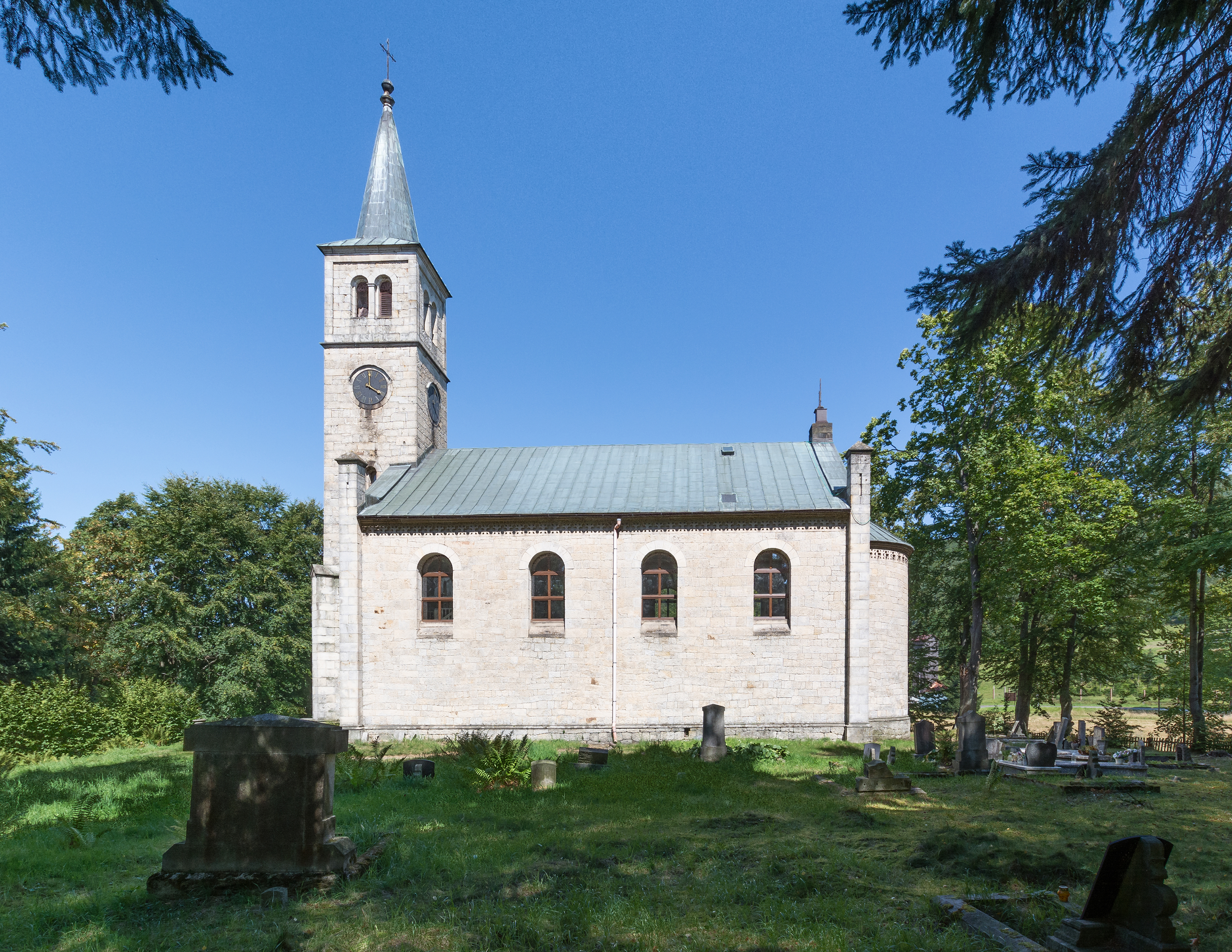
Kościół ewangelicko-reformowany w Pstrążnej

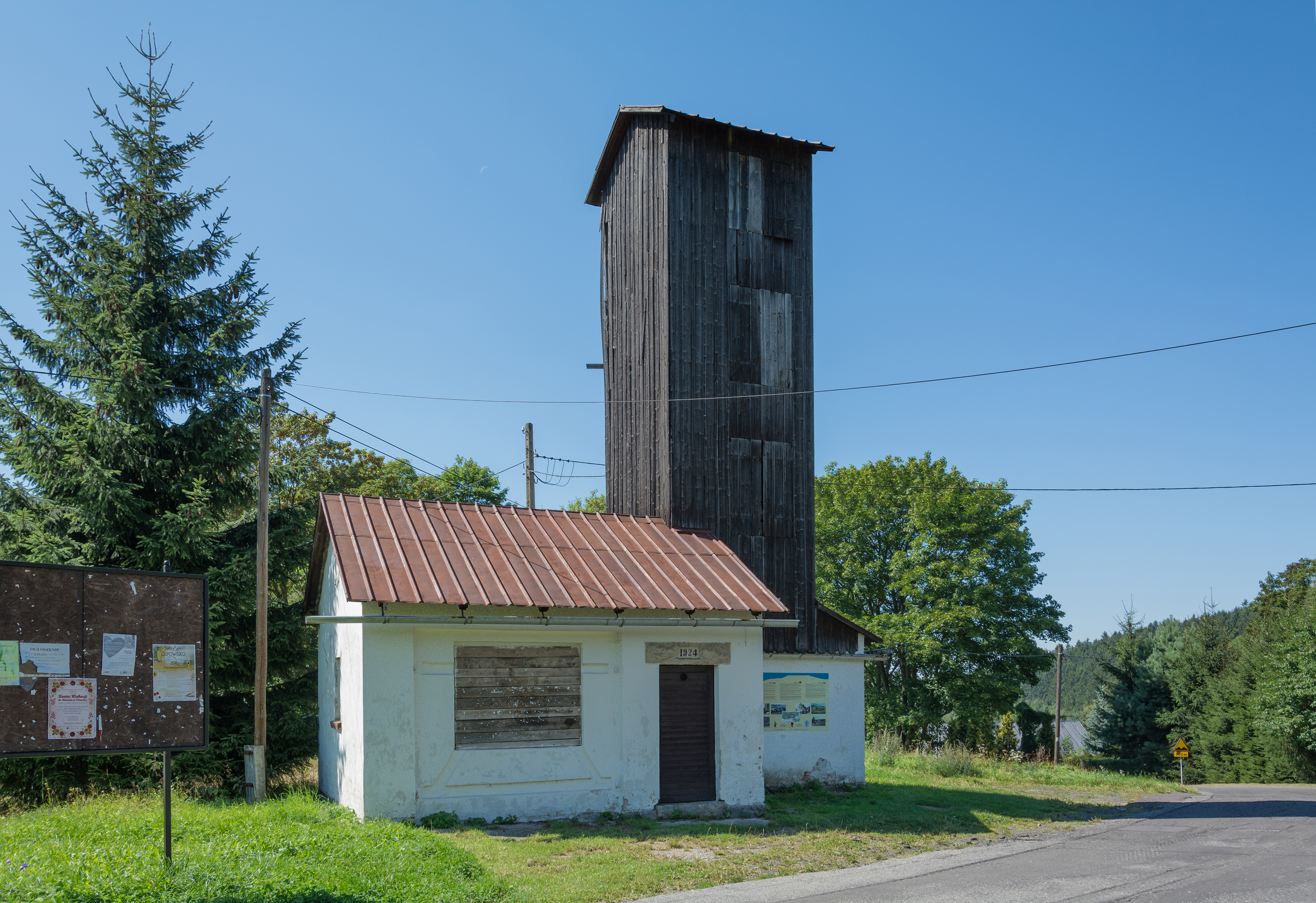
Dawna remiza strażacka w Pstrążnej

Pstrążna (niem. Straußeney, 1937–45 Straußdörfel, czes. Stroužné) – dzielnica Kudowy-Zdroju położona w północnej części miasta. W latach 1945–1969 i od 1973 roku jest częścią Kudowy-Zdroju.

## Położenie
Dzielnica położona w zachodniej części Gór Stołowych, na wysokości około 500–595 m n.p.m., 7 kilometrów od centrum Kudowy, 2,5 kilometra od czeskiego Machova, w rejonie historycznego czeskiego kątka.
- Od strony Kudowy-Zdroju prowadzi do niej droga przez Czermną (ul. T. Kościuszki), z Czermnej zielony szlak (początek przy ruchomej szopce).
- Od strony Błędnych Skał dojść można drogą przez Bukowinę.

## Nazwa
Pierwotna, czeska nazwa wsi występuje w formach Stroužné i Pstružné, pochodząc prawdopodobnie od słowa pstruh (pstrąg). Wraz z napływem ludności niemieckiej nastąpiła adaptacja tej nazwy do potrzeb wymowy niemieckiej, która ostatecznie ustaliła się w formie Straußeney. W 1937 r. administracja nazistowska dokonała germanizacji nazwy miejscowości do formy Straußdörfel, wykorzystując pierwszą, niemiecko brzmiącą część historycznej nazwy (Strauß - bukiet, struś). W 1945 r. administracja polska nadała wsi nazwę Pstrążna, opierając się na pierwotnej formie czeskiej.

## Historia
Zgodnie z relacją pastora Bergmana z Czermnej, pochodzącą z I poł. XIX w. wieś mieli założyć husyci w 1461 roku, którzy tu schronili się przed prześladowaniami po śmierci Jana Husa, potem była ostoją braci czeskich i ewangelików reformowanych. W okresie wojny trzydziestoletniej wieś prawdopodobnie została dotknięta głodem i zarazą. Miejscowi ewangelicy byli prześladowani przez rządzących katolickich Habsburgów. W 1760 roku jak pisze Bergman, odebrano im wszystkie pisma i spalono przy kościele w Czermnej, a niektórych mieszkańców zakuto w kajdany i pognano do Wiednia i Siedmiogrodu. Wieś, tak jak sąsiednie regiony, wyludniła się. W 1763 roku Pstrążna weszła w skład protestanckich Prus, co spowodowało rozwój, m.in. na skutek imigracji czeskich protestantów, głównie z okolic Hradca Kralove. Do dziś we wsi mieszkają potomkowie tych emigrantów o nazwiskach: Cvikýř (Zwikirsch), Lelek (Lellek) i Beneš (Benesch). W 1787 roku wieś liczyła już 135 mieszkańców i nawiązała kontakty z kalwińską gminą wyznaniową w Gęsińcu koło Strzelina.

Wśród zamieszkującej Pstrążną ludności wyznania ewangelickiego nastąpił rozłam, w wyniku którego większość przyjęła naukę reformowaną, mniejszość pozostała luterańska. Ze względu na uciążliwości uczestnictwa w nabożeństwach w luterańskim kościele w Kudowie, miejscowa ludność wyznania ewangelicko-reformowanego w 1813 roku wybudowała własny drewniany kościół. W 1817 roku wybudowano także plebanię i szkołę. Drewniany kościółek zastąpiono nowym, murowanym wzniesionym w 1848 roku. Kościół ten zachował się do czasów obecnych, do dzisiaj także gmina ewangelicka w Pstrążnej odgrywa rolę lokalnego ośrodka religijno-narodowego, któremu podporządkowane są kościoły ewangelickie w Kudowie i Dusznikach.

Podstawowym językiem gminy była początkowo "gwara czeska", w II połowie XIX wieku nabożeństwa odprawiano już w językach czeskim i niemieckim. Także działająca we wsi szkoła początkowo nosiła charakter czeski, z czasem zaczęto nauczać w języku niemieckim.

Głównym zajęciem ludności w połowie XIX wieku było tkactwo. Rzemiosło to przetrwało w Pstrążnej do czasów II wojny światowej. Na niewielką skalę wydobywano też tutaj metodami średniowiecznymi węgiel kamienny. Węgiel zużywano na potrzeby wsi, nadwyżki wysyłano do pobliskiego czeskiego Náchodu. W XIX i XX wieku w okolicy istniało kilka kopalni, w 1858 w dwóch z nich wydobyto 1600 i 240 ton urobku. W 1910 roku wieś liczyła najwięcej mieszkańców w swojej historii: 744 osoby.

Po II wojnie światowej Czesi stopniowo opuszczali wieś, emigrując głównie do Czechosłowacji i RFN, częściowo zastąpili ich osadnicy polscy pochodzący przeważnie z dawnych kresów wschodnich. Zmiany społeczne zachodzące w latach powojennych spowodowały znaczne wyludnienie wsi oraz zanik znacznej liczby gospodarstw. Dziś we wsi mieszka jeszcze kilkunastu potomków osadników czeskich. Mieszka tu też pastor zborów w Pstrążnej i Strzelinie.

## Kultura
Na terenie Pstrążnej zlokalizowano Muzeum-Skansen Kultury Ludowej Pogórza Sudeckiego. Znajduje się tu dom wypoczynkowy tzw. „Kalwinka” (własność Kościoła ewangelicko-reformowanego), w miejscowym kościele w czerwcu odbywają się koncerty organowe.

## Szlaki turystyczne
- Pasterka – Błędne Skały – Pstrążna – Czermna – Góra Parkowa – Altana Miłości – Kudowa-Zdrój – Krucza Kopa – Darnków – Rozdroże pod Lelkową[6]
- szlak dojściowy do Skansenu w Pstrążnej od szlaku zielonego